# Okręg wyborczy nr 104 do Sejmu Polskiej Rzeczypospolitej Ludowej (1989–1991)
Okręg wyborczy nr 104 do Sejmu Polskiej Rzeczypospolitej Ludowej (1989–1991) obejmował Wrocław-Fabryczną oraz gminy Brzeg Dolny, Jordanów Śląski, Kąty Wrocławskie, Kobierzyce, Kostomłoty, Malczyce, Mietków, Miękinia, Oborniki Śląskie, Sobótka, Środa Śląska, Wińsko i Wołów (województwo wrocławskie). W ówczesnym kształcie został utworzony w 1989. Wybieranych było w nim 4 posłów w systemie większościowym.
Siedzibą okręgowej komisji wyborczej był Wrocław-Fabryczna.

## Wybory parlamentarne 1989

### Mandat nr 406 –Polska Zjednoczona Partia Robotnicza
| Kandydat | I tura | I tura | II tura | II tura |
| Kandydat | Głosów | %      | Głosów  | %       |
| --- | ------ | ------ | ------- | ------- |
| Bogusław Wąs                                                                                                   | 22 043 | 14,56  | 20 882  | 39,84   |
| Józef Ziemiański                                                                                               | 15 878 | 10,49  | 15 341  | 29,27   |
| Jerzy Greszczenko                                                                                              | 12 870 | 8,50   | —       | —       |
| Liczba głosów ważnych: 151 399 (I tura) • 52 409 (II tura) Źródło: Państwowa Komisja Wyborcza I tura i II tura |        |        |         |         |

### Mandat nr 407 –Polska Zjednoczona Partia Robotnicza
| Kandydat | I tura | I tura | II tura | II tura |
| Kandydat | Głosów | %      | Głosów  | %       |
| --- | ------ | ------ | ------- | ------- |
| Mieczysław Gaweł                                                                                               | 24 193 | 16,34  | 20 335  | 38,78   |
| Włodzimierz Sokoła                                                                                             | 11 542 | 7,79   | 18 896  | 36,03   |
| Eugeniusz Muszyński                                                                                            | 10 840 | 7,32   | —       | —       |
| Eugeniusz Opyd                                                                                                 | 6061   | 4,09   | —       | —       |
| Liczba głosów ważnych: 148 078 (I tura) • 52 440 (II tura) Źródło: Państwowa Komisja Wyborcza I tura i II tura |        |        |         |         |

### Mandat nr 408 –Unia Chrześcijańsko-Społeczna
| Kandydat | I tura | I tura | II tura | II tura |
| Kandydat | Głosów | %      | Głosów  | %       |
| --- | ------ | ------ | ------- | ------- |
| Stanisław Rogowski                                                                                             | 16 626 | 11,22  | 24 805  | 47,42   |
| Jan Pławnicki                                                                                                  | 15 550 | 10,50  | 18 480  | 35,33   |
| Józef Bober | 13 148 | 8,87   | —       | —       |
| Andrzej Kisza                                                                                                  | 7152   | 4,83   | —       | —       |
| Liczba głosów ważnych: 148 150 (I tura) • 52 304 (II tura) Źródło: Państwowa Komisja Wyborcza I tura i II tura |        |        |         |         |

### Mandat nr 409 – bezpartyjny
| Kandydat                                                          | Głosów  | %     |
| ----------------------------------------------------------------- | ------- | ----- |
| Barbara Labuda                                                    | 128 986 | 82,64 |
| Jerzy Góra                                                        | 14 066  | 9,01  |
| Tadeusz Gołębiewicz                                               | 6374    | 4,08  |
| Liczba głosów ważnych: 156 091 Źródło: Państwowa Komisja Wyborcza |         |       |